# Combate de Cacarajícara
El combate de Cacarajícara fue una batalla librada en Pinar del Río (Cuba), el 30 de abril de 1896, entre las fuerzas del general insurgente cubano Antonio Maceo (1845-1896) y el ejército español, dirigido por el general Julián Suárez Inclán (1849-1909).

## Preludio
Después del desembarco de la goleta Competidor, proveniente de los Estados Unidos, Maceo decide ir en apoyo de la goleta que ya había sostenido un combate con una lancha cañonera española, y además recibió la noticia de que el general español Suárez Inclán se encontraba por esa zona y pretendía cambiar sus planes de operación.

## Las acciones
Decidido a prestar ayuda a los integrantes de la expedición, Maceo parte hacia la zona del desembarco, pero hace un alto en la zona de Cacarajícara, enviando una parte de sus tropas para apoyar la recogida de los pertrechos. Y es en ese momento, cuando solo estaba acompañado por 170 hombres que recibe un ataque en su campamento por parte de la columna española que decidió cambiar el objetivo de su misión. La situación parecía volverse crítica, cuando aparece en el teatro de operaciones el coronel cubano Juan Ducasse con 150 hombres pertrechados, con lo que pudieron salvar de la expedición de la goleta. Con la llegada de los refuerzos, los insurgentesobligaron a las fuerzas realistas a retirarse.

## Desenlace
Luego de este combate, Maceo seguiría en su tarea de diezmar a las tropas enemigas en Pinar del Río, y seguir así fortaleciendo el frente occidental.